# Burmai nyúl
A burmai nyúl (Lepus peguensis) az emlősök (Mammalia) osztályának a nyúlalakúak (Lagomorpha) rendjébe, ezen belül a nyúlfélék (Leporidae) családjába tartozó faj.

## Előfordulása
Az Indokínai-félszigeten található meg. Természetes élőhelye a szubtrópusi és trópusi erdők, bozótosok és füves puszták.